# Айська сільська рада
А́йська сільська рада (рос. Айский сельский совет) — сільське поселення у складі Алтайського району Алтайського краю Росії.
Адміністративний центр — село Ая.

## Населення
Населення — 3191 особа (2019; 3220 в 2010, 3236 у 2002).

## Склад
До складу сільської ради входять:
| Населений пункт    | Населення, осіб (2002) | Населення, осіб (2010) |
| ------------------ | ---------------------- | ---------------------- |
| Ая, село           | 2206                   | 2224                   |
| Верх-Ая, село      | 320                    | 292                    |
| Катунь, селище     | 269                    | 270                    |
| Нижньокаянча, село | 441                    | 434                    |